# Dème d'Ítamos
Le dème d'Ítamos, en grec moderne : Δήμος Ιτάμου / Dímos Itámou, est un ancien dème du district régional de Kardítsa, en Thessalie, Grèce. Depuis 2010, il est fusionné au sein du dème de Kardítsa. 
Selon le recensement de 2011, la population du dème compte 2 657 habitants.